# Communauté de communes Cœur d'Yvelines
La Communauté de communes Cœur d'Yvelines est une communauté de communes française située dans le département des  Yvelines et la région Île-de-France.

## Historique
La communauté de communes est créée par un arrêté préfectoral du 8 novembre 2004, et compte alors 6 communes :  Beynes, Jouars-Pontchartrain, Neauphle-le-Château, Saint-Germain-de-la-Grange, Saulx-Marchais, Thiverval-Grignon.
Le 1er janvier 2007, Villiers-Saint-Frédéric adhère à la communauté, la portant à 7 communes.
Dans le cadre des prescriptions de la loi de réforme des collectivités territoriales du 16 décembre 2010, qui a prévu le renforcement et la simplification des intercommunalités et la constitution de structures intercommunales de grande taille, et conformément au schéma départemental de coopération intercommunale adopté en 2011, la communauté s'étend le 1er janvier 2014 à 24 autres communes communes : Auteuil, Autouillet, Bazoches-sur-Guyonne, Béhoust, Boissy-sans-Avoir, Flexanville, Galluis, Gambais, Garancières, Goupillières, Grosrouvre, Marcq, Mareil-le-Guyon, Méré, Les Mesnuls, Millemont, Montfort-L'Amaury, Neauphle-le-Vieux, La Queue-lez-Yvelines, Saint-Rémy-L'Honoré, Thoiry, Le Tremblay-sur-Mauldre, Vicq et Villiers-le-Mahieu,, constituant le territoire actuel composé de 31 communes.

## Territoire communautaire

### Géographie
La communauté, située sensiblement au centre du département, est un  territoire rural et périurbain à dominante résidentielle qui accueille de nombreux actifs travaillant dans les pôles d'emplois du cœur de l'agglomération parisienne (Saint-Quentin-en-Yvelines, Versailles, petite couronne, Paris...)
« Coeur d'Yvelines » est desservie par les routes nationales RN12 et RN 191 et par les gares de chemin de fer de Beynes, Garancières - La-Queue, Montfort-l'Amaury - Méré et de Villiers - Neauphle - Pontchartrain.

### Composition
En 2023, la communauté de communes est composée des 31 communes suivantes :

| Nom                        | Code Insee | Gentilé         | Superficie (km2) | Population (dernière pop. légale) | Densité (hab./km2) |
| -------------------------- | ---------- | --------------- | ---------------- | --------------------------------- | ------------------ |
| Saulx-Marchais (siège)     | 78588      | Marcasalucéens  | 2,13             | 956 (2022)                        | 449                |
| Auteuil                    | 78034      | Auteuillois     | 4,4              | 1 005 (2022)                      | 228                |
| Autouillet                 | 78036      | Autouilletois   | 4,93             | 655 (2022)                        | 133                |
| Bazoches-sur-Guyonne       | 78050      | Bazochéens      | 5,66             | 697 (2022)                        | 123                |
| Béhoust                    | 78053      | Béhoustiens     | 5,34             | 523 (2022)                        | 98                 |
| Beynes                     | 78062      | Beynois         | 18,56            | 7 635 (2022)                      | 411                |
| Boissy-sans-Avoir          | 78084      | Buccéens        | 3,96             | 614 (2022)                        | 155                |
| Flexanville                | 78236      | Flexanvillois   | 8,89             | 572 (2022)                        | 64                 |
| Galluis                    | 78262      | Galluisiens     | 4,53             | 1 281 (2022)                      | 283                |
| Gambais                    | 78263      | Gambaisiens     | 23,02            | 2 513 (2022)                      | 109                |
| Garancières                | 78265      | Garanciérois    | 10,69            | 2 577 (2022)                      | 241                |
| Goupillières               | 78278      | Goupilliérois   | 5,63             | 568 (2022)                        | 101                |
| Grosrouvre                 | 78289      | Grosrouvrois    | 12,43            | 901 (2022)                        | 72                 |
| Jouars-Pontchartrain       | 78321      | Chartripontains | 9,65             | 5 965 (2022)                      | 618                |
| Marcq                      | 78364      | Marcquois       | 4,72             | 790 (2022)                        | 167                |
| Mareil-le-Guyon            | 78366      | Mareillois      | 4                | 413 (2022)                        | 103                |
| Méré                       | 78389      | Méréens         | 10,31            | 1 695 (2022)                      | 164                |
| Les Mesnuls                | 78398      | Mesnulois       | 6,49             | 893 (2022)                        | 138                |
| Millemont                  | 78404      | Millemontais    | 5,78             | 278 (2022)                        | 48                 |
| Montfort-l'Amaury          | 78420      | Montfortois     | 5,71             | 2 790 (2022)                      | 489                |
| Neauphle-le-Château        | 78442      | Neauphléens     | 2,15             | 3 295 (2022)                      | 1 533              |
| Neauphle-le-Vieux          | 78443      | Neauphléens     | 7,52             | 924 (2022)                        | 123                |
| La Queue-les-Yvelines      | 78513      | La Queutois     | 5,77             | 2 505 (2022)                      | 434                |
| Saint-Germain-de-la-Grange | 78550      | Saint-Germanois | 5,23             | 1 842 (2022)                      | 352                |
| Saint-Rémy-l'Honoré        | 78576      | Saint-Rémois    | 10,15            | 1 689 (2022)                      | 166                |
| Thiverval-Grignon          | 78615      | Thivervalais    | 11,17            | 1 102 (2022)                      | 99                 |
| Thoiry                     | 78616      | Thoirysiens     | 7,09             | 1 432 (2022)                      | 202                |
| Le Tremblay-sur-Mauldre    | 78623      | Tremblaysiens   | 6,03             | 956 (2022)                        | 159                |
| Vicq                       | 78653      | Vicquois        | 4,43             | 391 (2022)                        | 88                 |
| Villiers-le-Mahieu         | 78681      | Mahieutins      | 6,77             | 872 (2022)                        | 129                |
| Villiers-Saint-Frédéric    | 78683      | Villersois      | 5,06             | 3 231 (2022)                      | 639                |

### Démographie
| 1968   | 1975   | 1982   | 1990   | 1999   | 2010   | 2015   | 2021   |
| ------ | ------ | ------ | ------ | ------ | ------ | ------ | ------ |
| 19 672 | 27 558 | 34 347 | 38 985 | 42 864 | 47 862 | 48 879 | 50 977 |

## Organisation

### Siège
Le siège est situé au 49 rue de Paris, 78490 Montfort-l'Amaury. 

### Élus
La communauté de communes est administrée par son conseil communautaire, composé pour la mandature 2020-2026 de 58 conseillers municipaux représentant chacune des  communes membres et répartis en fonction de leur population de la manière suivante :

. 10 délégués pour Beynes ;

- 7 délégués pour Jouars-Pontchartrain ;

- 4 délégués pour Nauphle-le-Château ;

- 3 délégués pour Gambais, Montfort-L'Amaury et Villiers-Saint-Frédéric ; 

- 2 délégués pour Garancieres, La Queue-lez-Yvelines, Méré et Saint-Germain-de-la-Grange ;

- 1 délégué ou son suppléant pour les autres communes.

Au terme des élections municipales de 2020 dans les Yvelines, le conseil communautaire renouvelé a réélu le 10 juillet son président, Hervé Planchenault, maire de Montfort l'Amaury, et désigné ses12 vice-présidents, qui sont : 
1. Bertrand Hauet, maire de de Saint-Germain-de-la-Grange ;
2. François Moutot, maire de Thoiry ;
3. Toine Bourrat, maire de Saint-Rémy-l'Honoré ;
4. Elisabeth Sandjivy, maire de Neauphle-le-Château ;
5. Guy Pélissier, maire de Béhoust ;
6. Sylvain Durand, maire de Villiers-Saint-Frédéric ;
7. Denise Planchon, maire de Neauphle-le-Vieux ;
8. Annie Gonthier, maire de Galluis ;
9. Michel Recoussines, maire de Méré ;
10. Yves Revel, maire de Beynes ;
11. Marie-Christine Chavillon, maire d'Auteuil ;
12. Dominique Nicco, maire de Bazoches-sur-Guyonne.

### Liste des présidents
| Période    | Période    | Identité           | Étiquette | Qualité |
| ---------- | ---------- | ------------------ | --------- | --- |
| 2004       | avril 2014 | Bernard Joppin     | DVD       | Maire de Neauphle-le-Château (2001 → )                                                                                           |
| avril 2014 | En cours   | Hervé Planchenault | UMP → LR  | Maire de Montfort l'Amaury (1995 → ) Vice-président du conseil général des Yvelines(2011 → 2015) Réélu pour le mandat 2020-2026, |

### Compétences
L'intercommunalité exerce les compétences que lui ont transféré les communes membres, dans les conditions déterminées par le code général des collectivités territoriales. Il s'agit de :
- Zones d'Aménagement Concerté d'intérêt communautaire : ZAC de Saint-Germain-de-la-Grange ;
- Création et entretien des voiries déclarées d'intérêt communautaire,
- Création; aménagement de zones d'activité industrielle, tertiaire, commerciale, artisanale ou touristique ;
- Actions de développement économique ;
- Élaboration du programme local de l'habitat intercommunal ;
- Réalisation, gestion et entretien d'une aire d'accueil pérenne des gens du voyage ;
- Collecte, élimination et valorisation des déchets ménagers et déchets assimilés ;
- Gestion et entretien des structures multi-accueil (petite enfance) ;
- Instruction au profit des communes en matière d'application de droit des sols ;
- Centrale d'achats, selon la liste de fournitures et services approuvés par les communes membres ;
- Vêtements de travail et équipements de sécurité pour l'ensemble des personnels municipaux et communautaires ;
- Fleurs et plantes pour les voies et équipements publics ;
- Livres et autres supports d'information à l'usage des bibliothèques et médiathèques des communes ;
- Énergie pour les véhicules municipaux ;
- Consommation d'eau ;
- Nettoyage des vitres des équipements publics ;
- Frais d'affranchissement et locations de machines à affranchir ;
- Assistance et contrôle du peuplement animal ;
- Restauration : achats de repas ;
- Entretien des candélabres, contrats de location et/ou d'installations des illuminations de Noël.

### Régime fiscal et budget
La communauté de communes est un établissement public de coopération intercommunale à fiscalité propre.
Afin de financer l'exercice de ses compétences, l'intercommunalité perçoit la fiscalité professionnelle unique (FPU) – qui a succédé à la taxe professionnelle unique (TPU) – et assure une péréquation de ressources entre les communes résidentielles et celles dotées de zones d'activité.
Elle collecte également la taxe d'enlèvement des ordures ménagères (TEOM), qui finance ce service public.
La communauté ne reverse pas de dotation de solidarité communautaire (DSC) à ses communes membres.

## Projets et réalisations
Conformément aux dispositions légales, une communauté de communes a pour objet d'associer des « communes au sein d'un espace de solidarité, en vue de l'élaboration d'un projet commun de développement et d'aménagement de l'espace ».